# Rauvolfia sachetiae
Rauvolfia sachetiae là một loài thực vật có hoa trong họ La bố ma. Loài này được Fosberg miêu tả khoa học đầu tiên năm 1981.